# 329年
| 千纪： | 1千纪                                                                                           |
| 世纪： | 3世纪 \| 4世纪 \| 5世纪                                                                         |
| 年代： | 290年代 \| 300年代 \| 310年代 \| 320年代 \| 330年代 \| 340年代 \| 350年代                       |
| 年份： | 324年 \| 325年 \| 326年 \| 327年 \| 328年 \| 329年 \| 330年 \| 331年 \| 332年 \| 333年 \| 334年 |
| 纪年： | 己丑年（牛年）；成汉玉衡十九年；前赵光初十二年；东晋咸和四年；前凉建兴十七年；后赵太和二年      |

## 大事记
- 中国
  - 前趙前鋒在西陽門與後趙軍大戰，劉曜親自出戰，被後趙將石堪擊敗並被俘，及後被殺。
  - 後趙中山公石虎大破前趙軍，劉熙被擒，不久被殺，前趙自此滅亡。
  - 前趙皇帝劉曜的兒子劉胤率前趙殘餘力量試圖反攻長安復國，但最終失敗。
  - 陶侃為盟主，完全清剿和收降蘇峻之亂的殘餘勢力，迎回晉成帝，此後朝內就由王導專制。

## 逝世
- 劉曜，十六国时汉赵（又称前趙）国君。漢趙光文帝劉淵族子。
- 劉熙，十六国时汉赵（又称前趙）皇太子。

- 温峤，中国东晋大臣（288年出生，41岁）